# Ivana Lisjak
Ivana Lisjak (* 17. März 1987 in Čakovec, Jugoslawien) ist eine ehemalige kroatische Tennisspielerin.

## Karriere
Ivana Lisjak, die am liebsten auf Hartplätzen spielte, begann im Alter von fünf Jahren mit dem Tennis. Auf dem ITF Women’s Circuit gewann sie insgesamt sieben Einzel- und ein Doppeltitel.
Von 2004 bis 2007 spielte sie für die kroatische Fed-Cup-Mannschaft, mit einer Bilanz von 2:5.

## Turniersiege

### Einzel
| Nr. | Datum        | Turnier          | Kategorie   | Belag             | Finalgegnerin       | Ergebnis       |
| --- | ------------ | ---------------- | ----------- | ----------------- | ------------------- | -------------- |
| 1.  | Oktober 2002 | Makarska         | ITF $10.000 | Sand              | Tina Hergold        | 7:65, 5:7, 6:3 |
| 2.  | Mai 2005     | Caserta          | ITF $25.000 | Sand              | Olga Blahotová      | 6:3, 7:5       |
| 3.  | Juni 2005    | Gorizia          | ITF $25.000 | Sand              | Alice Canepa        | 6:2, 6:3       |
| 4.  | Juni 2009    | Sarajevo         | ITF $25.000 | Sand              | Ana Jovanović       | 6:0, 7:610     |
| 5.  | August 2009  | Monteroni        | ITF $25.000 | Sand              | Claudia Giovine     | 6:4, 6:2       |
| 6.  | Oktober 2010 | Clermont-Ferrand | ITF $25.000 | Hartplatz (Halle) | Iryna Kurjanowitsch | 6:4, 6:1       |
| 7.  | Oktober 2010 | Limoges          | ITF $25.000 | Hartplatz (Halle) | Julija Bejhelsymer  | 6:0, 6:3       |

### Doppel
| Nr. | Datum    | Turnier | Kategorie   | Belag | Partnerin       | Finalgegnerinnen       | Ergebnis  |
| --- | -------- | ------- | ----------- | ----- | --------------- | ---------------------- | --------- |
| 1.  | Mai 2005 | Cavtat  | ITF $10.000 | Sand  | Korina Perkovic | Meta Sevšek Ana Skafar | 6:4, 7:62 |